# Ch-23

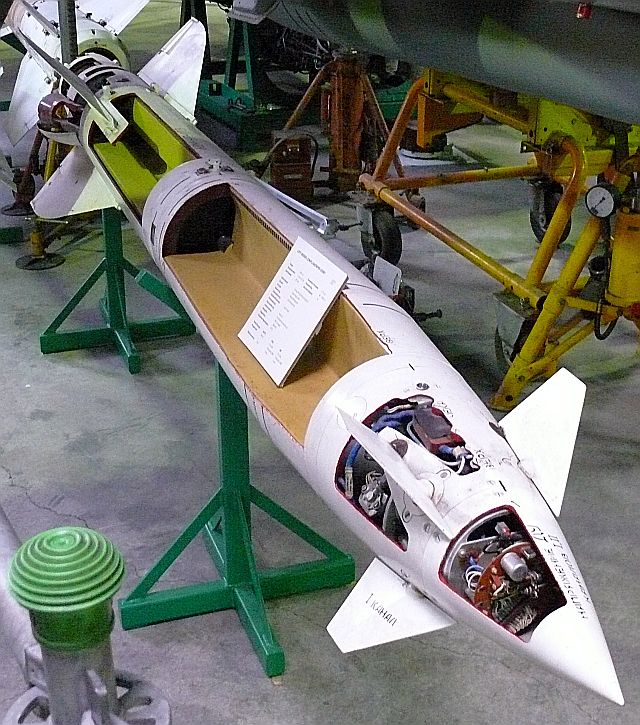
Przekrój pocisku rakietowego Ch-23

Ch-23 (ros. Х-23, kod NATO AS-7 Kerry, izdielije 68M) – radziecki kierowany pocisk rakietowy klasy powietrze-ziemia, opracowany w latach 70. XX wieku.

## Historia
Zgodnie z postanowieniem władz ZSSR z 30 kwietnia 1965 roku, jednym z rodzajów uzbrojenia przenoszonego przez nowy myśliwiec frontowy MiG-23 miał być lekki pocisk kierowany powietrze-ziemia, odpowiednik amerykańskiego AGM-12 Bullpup. Rakieta oznaczona jako Ch-23 miała zostać skonstruowana w biurze konstrukcyjnym zakładów nr 134, które zajmowało się pociskami powietrze-powietrze K-23 (późniejsze biuro Wympieł). Prace konstrukcyjne rozpoczęto w kwietniu 1965 roku, jednak przez kilka miesięcy nie udało się opracować wstępnego systemu kierowania rakiety, który ze względu na niewielką masę nosiciela i rakiety musiał być lekki i zajmować niewiele miejsca.
Opóźnienia sprawiły, że w 1966 roku władze zdecydowały przenieść prace nad Ch-23 do nowo sformowanego biura konstrukcyjnego OKB Zwiezda przy Fabryce nr 455 w Kaliningradzie pod Moskwą, produkującej pociski powietrze-powietrze rodziny K-5 (późniejszy Kaliningradzki Zakład Budowy Maszyn – KMZ „Strieła”). Konstruktorzy Zwiezdy zaproponowali już wcześniej połączenie układu kierowania w radiowej wiązce prowadzącej pocisku K-51 (RS-2US) z silnikiem rakiety K-8 i nową głowicą burzącą o masie 103 kg. Propozycja konstruktorów Zwiezdy została przyjęta, z tym że postanowiono, że pocisk Ch-66 wykorzystujący system naprowadzania RS-2US i produkowany od 1968 roku, będzie rozwiązaniem tymczasowym, do czasu dopracowania Ch-23. Pocisk Ch-66 ponadto mógł być wykorzystywany tylko na samolotach MiG-21PFM, a dla innych samolotów konieczne było opracowanie podwieszanego zasobnika z aparaturą naprowadzania.
Skonstruowany następnie w Zwiezdzie pocisk Ch-23 był zbliżony konstrukcyjnie do Ch-66. Nowe było bardziej energetyczne paliwo w silniku rakietowym PRD-228M i ogon z radiokomendowym układem naprowadzania Delta-R, a następnie Delta-R1M. Masę głowicy nieco zwiększono do 108 kg, przy czym wzrósł promień rażenia odłamkami do 40 m. Seria prototypowa 10 rakiet była gotowa pod koniec 1967 roku. Próby poligonowe ciągnęły się przez cały 1968 i 1969 rok, a większość prób kończyła się niepowodzeniem. Przyczyną okazał się smugacz w ogonie rakiety, który oddziaływał termicznie i mechanicznie na antenę układu naprowadzania. Po przeniesieniu smugacza na wysięgnik pod ogonem rakiety problemy z układem naprowadzania skończyły się. Rakieta była jednak nadal trudna w użyciu, ponieważ w trakcie ataku pilot przez cały czas musiał utrzymywać w jednej linii obraz celu, rakietę i siatkę celownika. Także odległość od celu była przed atakiem wprowadzana ręcznie na podstawie wzrokowej oceny pilota, a więc ze znacznym błędem. Rakieta mogła być naprowadzana na cel przy pomocy aparatury Delta występującej w wersjach Delta-N, Delta-NM (instalowane na pokładzie samolotu) oraz Delta-NG i Delta-NG2 (przenoszone w zasobnikach podwieszanych). Według prób poligonowych, prawdopodobieństwo trafienia celu wynosiło 0,46 przy nurkowaniu i tylko 0,14 przy locie poziomym.
Próby państwowe pocisku przeprowadzane na samolotach MiG23S i MiG-23B zakończono jesienią 1973 roku, a 9 stycznia 1974 roku oficjalnie przyjęto go do uzbrojenia pod oznaczeniem Ch-23. Zasięg strzału wynosił od 2 do 8 km. W toku produkcji zastąpiono pocisk przez ulepszoną wersję Ch-23M, z ulepszoną aparaturą naprowadzania Delta-R2M oraz głowicą o masie 111 kg i bardziej skutecznym działaniu odłamkowym. Zasięg w wersji Ch-23M wzrósł z 8 do 10 km, ale tylko przy dobrych warunkach
Pociski można było stosować na samolotach MiG-23, MiG-27, Su-17, Su-24. Na Su-24 i późnych wersjach Su-17 od wersji M3 (Su-22) można było przenosić cztery rakiety, na innych dwie.